# Trading Secrets with the Moon
Trading Secrets with the Moon è il terzo album in studio del gruppo rock irlandese The Adventures, pubblicato nel 1989.

## Tracce
1. Your Greatest Shade of Blue
2. Scarlet
3. Washington Deceased
4. Don't Blame It on the Moon
5. Bright New Morning
6. Love's Lost Town
7. Desert Rose
8. Hey Magdalene
9. Sweet Burning Love
10. Never Gonna Change
11. Put Me Together Again